# ادمون برودور
ادمون برودور هو سياسي كندي، ولد في 5 يوليو 1898، وتوفي في 19 مايو 1988.